# Mache (radioactiviteit)
De mache (symbool ME, van het Duitse Mache-Einheit) is een verouderde volume-eenheid van radioactiviteit, vernoemd naar de Oostenrijkse natuurkundige Heinrich Mache. Het werd in 1985 vervangen door de universele eenheid becquerel.
1 mache (1 ME) komt overeen met:
- 3,64 Eman
- 3,64×10−10 Ci/L
- 13,4545 Bq/L